# Emblema nacional do Catar
O Emblema nacional do Catar tem como símbolo principal duas cimitarras perfuradas pelo cabo dentro de um círculo amarelo, entre as quais há um navio do tipo dahu navegando em um mar de ondas azuis e árvores perto de uma ilha com duas palmeiras. Limitando o círculo central está uma borda dividida horizontalmente por uma linha recortada. O escudo está rodeado pelas cores da bandeira nacional. Na parte superior, em branco, está o nome oficial do estado escrito em árabe: دولة قطر (Dawlat Qatar, Estado do Qatar), em caracteres cúficos marrons, enquanto a parte inferior, em marrom, às vezes contém também este mesmo oficial nome escrito em inglês (Estado do Qatar) em letras brancas.  Foi adaptado oficialmente em 1976.
A versão atual data de 2022 e substituiu outras de 1966 e 1976, que também consistiam em duas cimitarras.

Armas do Estado do Catar (1966-1976)